# Appius Claudius Sabinus Inregillensis
Appius Claudius Sabinus Inregillensis (omkring 500 f.Kr.) var den halvlegendariske grundaren av den Claudiska ätten. Han föddes under namnet Attius Clausus på sabinskt territorium. Det sägs att han föredrog fred med den romerska republiken, vilket inte var populärt, varför han gav sig iväg med en grupp anhängare. Anhängarna blev romerska medborgare och Claudius blev senator. 495 f.Kr. blev han konsul i Rom. Enligt Livius Historien om Rom var han "hård av naturen" och "älskade tyranniet", vilket sägs ha resulterat i kampen mellan ordnarna.
Hans hårda tillämpning av skuldlagar framtvingade den plebejiska secessionen 494-493 f.Kr. De flydde till en närbelägen "helig kulle" och patricierna sände en viss Menenius Agrippa för att få dem att återvända. 